# Daniela Popa
Daniela Popa (ur. 8 maja 1956 w Târgoviște) – rumuńska polityk i ekonomistka, długoletnia posłanka do Izby Deputowanych, w latach 2008–2010 przewodnicząca Partii Konserwatywnej.

## Życiorys
Z zawodu inżynier, w 1981 ukończyła studia na Universitatea Transilvania din Brașov. W 2005 uzyskała doktorat z nauk ekonomicznych na Akademii Studiów Ekonomicznych w Bukareszcie. W 2008 doktoryzowała się w zakresie nauk wojskowych i informacyjnych. W latach 80. pracowała jako inżynier i nauczycielka w szkole średniej, później została m.in. doradcą prywatnego przedsiębiorstwa i wykładowczynią akademicką.
W 1990 uzyskała mandat posłanki do Izby Deputowanych z ramienia Frontu Ocalenia Narodowego. Skutecznie ubiegała się o reelekcję w wyborach w 1992 i w 1996 z ramienia postkomunistycznych socjaldemokratów, zasiadając w niższej izbie rumuńskiego parlamentu do 2000. Ponownie została wybrana w 2004 z ramienia koalicji PSD i Rumuńskiej Partii Humanistycznej jako przedstawicielka drugiego z tych ugrupowań, w 2005 przemianowanego na Partię Konserwatywną. W 2008 zastąpiła Dana Voiculescu na stanowisku przewodniczącego tej partii, w tym samym roku uzyskała poselską reelekcję na kolejną kadencję. W 2010 złożyła mandat poselski i zrezygnowała z kierowania partią w związku z powołaniem jej w skład komisji nadzoru ubezpieczeń (CSA).